# Letanovce
Letanovce é um município da Eslováquia, situado no distrito de Spišská Nová Ves, na região de Košice. Tem 21,38 km² de área e sua população em 2018 foi estimada em 2.293 habitantes.

## Demografia
| Ano:        | 1994 | 2004    | 2014    | 2024   |
| ----------- | ---- | ------- | ------- | ------ |
| Broj ljudi: | 1717 | 2066    | 2276    | 2326   |
| Razlika:    |      | +20,32% | +10,16% | +2,19% |

| Ano:               | 2023 | 2024   |
| ------------------ | ---- | ------ |
| Número de pessoas: | 2305 | 2326   |
| Diferença:         |      | +0,91% |